# So Many Tears
Singles de 2Pac
Dear Mama
(1994) Temptations
(1995)
Pistes de Me Against the World
If I Die 2Nite Temptations
So Many Tears est une chanson de l'artiste de hip-hop 2Pac. Le morceau a été produit par Shock G pour le troisième album de 2Pac, Me Against the World, et publié en single le 13 juin 1995. 
Deuxième single extrait de l'album, ce titre est connu comme étant l'un des plus tristes et des plus mélancoliques de 2Pac. Il a été classé 6e au US Rap Chart, 21e au Hot R&B/Hip-Hop Songs et 44e au Billboard Hot 100.
So Many Tears contient un sample de That Girl (1981) de Stevie Wonder.
Cette chanson figure également sur l'album Greatest Hits sorti en 1998 et a été utilisée sur la bande son du documentaire Bastards of the Party (2006) qui traite de la rivalité entre les gangs des Bloods et des Crips.

## Liste des titres

### Maxi single
1. So Many Tears
2. So Many Tears (Key of Z Remix)
3. So Many Tears (Reminizim' Remix)
4. Hard to Imagine (interprétée par Dramacydal)
5. If I Die 2Nite

### Single promotionnel
1. So Many Tears
2. So Many Tears (Key of Z Remix)
3. So Many Tears (Reminizm' Remix)
4. If I Die 2Nite